# ناوشکن کلاس آناپولیس
ناوشکن کلاس آناپولیس (به انگلیسی: Annapolis-class destroyer) یک کلاس از کشتی است که طول آن ۳۶۶ فوت (۱۱۲ متر) می‌باشد.